# Militaire Inlichtingen- en Veiligheidsdienst
Der Militaire Inlichtingen- en Veiligheidsdienst (MIVD; deutsch Militärischer Nachrichten- und Sicherheitsdienst) ist der niederländische Militärnachrichtendienst, der dem Verteidigungsministerium untersteht und die Sicherheit der Streitkräfte untersucht sowie militärische Informationen aus dem Ausland sammelt.
Der MIVD entstand 2002 aus dem ehemaligen Militaire Inlichtingendienst (MID; deutsch Militärischer Nachrichtendienst) und hat seinen Sitz in Den Haag. Das zivile Pendant des MIVD ist der Algemene Inlichtingen- en Veiligheidsdienst (AIVD).

## Gesetzliche Aufgaben
Der MIVD operiert auf Basis des Gesetzes über die Nachrichten- und Sicherheitsdienste aus dem Jahr 2017 und hat sieben gesetzliche Aufgaben, die nach den in Artikel 10 Absatz 2 dieses Gesetzes genannten Buchstaben aufgeführt werden:
- A-Aufgabe: die Durchführung von Ermittlungen zum militärischen Potenzial anderer Länder für den richtigen Aufbau und zweckmäßigen Einsatz der niederländischen Streitkräfte sowie zu Faktoren, die die Durchsetzung und Förderung der internationalen Rechtsordnung beeinflussen oder beeinflussen können, sofern die Streitkräfte daran beteiligt sind oder voraussichtlich daran beteiligt sein können;
- B-Aufgabe: die Durchführung von Sicherheitsüberprüfungen nach Kandidaten für vertrauensvolle Funktionen beim Verteidigungsministerium und den Streitkräften sowie für deren Zulieferer;
- C-Aufgabe: die Beschaffung von Informationen zur Verhinderung von Aktivitäten, die auf die Beeinträchtigung der Sicherheit oder der Einsatzbereitschaft der Streitkräfte abzielen, zur Förderung des korrekten Ablaufs der Mobilmachung und des Zusammenziehens der Streitkräfte sowie zur ungestörten Vorbereitung und zum ungestörten Einsatz der Streitkräfte im Rahmen der Durchsetzung und Förderung der internationalen Rechtsordnung;
- D-Aufgabe: die Förderung von Maßnahmen zur Wahrung der Sicherheit und Einsatzbereitschaft der Streitkräfte einschließlich Maßnahmen zum Schutz von Informationen über die Streitkräfte, die der Geheimhaltung unterliegen;
- E-Aufgabe: die Durchführung von Ermittlungen zu anderen Ländern in Bezug auf militärisch relevante Themen;
- F-Aufgabe: die Erstellung von Bedrohungsanalysen zu Personen, Diensten und Objekten von militärischem Interesse;
- G-Aufgabe: die an verschiedenen Bedingungen geknüpfte Bereitstellung von Daten, die dem Dienst über bestimmte Personen oder Einrichtungen von militärischem Interesse bekannt sind.